# Ahmed Osman
Ahmed Osman (ar. أحمد عصمان; ur. 3 stycznia 1930 w Wadżdzie) – marokański polityk i dyplomata, premier w latach 1972–1979.
Urodził się w Wadżdzie, gdzie jego ojciec, Algierczyk w służbie Francji, stacjonował jako żołnierz. Razem z przyszłym monarchą Hasanem II skończył Collège Impérial. W roku 1947 rozpoczął studia w Rabacie, ukończył je na Uniwersytecie w Bordeaux.
Od 1955 był doradcą prawnym rządu, a od 1957 zatrudniono go w ministerstwie spraw zagranicznych. W 1959 został sekretarzem generalnym w ministerstwie obrony. Dwa lata później objął stanowisko ambasadora Maroka w Republice Federalnej Niemiec. Od 1962 do 1963 pełnił funkcję podsekretarza stanu w ministerstwie handlu, przemysłu i wydobycia, przechodząc potem na pozycję dyrektora generalnego spółki Comanav. Od 1967 ponownie w dyplomacji, tym razem jako ambasador w USA, Kanadzie i Meksyku. W 1970 powołany na stanowisko ministra ds. administracji, a rok później na fotel szefa rządu (pozostał na stanowisku aż przez 7 lat, najdłużej spośród marokańskich premierów). W 1978 wybrany na przewodniczącego nowo powołanej partii Narodowe Zrzeszenie Niezależnych. Od 1977 zasiadał w parlamencie, będąc jego przewodniczącym od 1984 do 1992. W 1983 pełnił funkcję ministra stanu. Pozostawał przeciwnikiem konstytucji z 1996 i zwiększaniu znaczenia parlamentu, a zwolennikiem podkreślenia roli monarchy.
Jego żoną była księżniczka Lalla Nuzha (zm. 1977 w wypadku samochodowym), siostra króla Hasana II. Odznaczony Orderem Tronu z Wielką Wstęgą, kawaler Orderu Imperium Brytyjskiego, kawaler Orderu św. Michała i św. Jerzego, kawaler Krzyża Wielkiego Orderu Zasługi Republiki Federalnej Niemiec.